# فرد ويسلي
فرد ويسلي (بالإنجليزية: Fred Wesley)‏ (و. 1943  م) هو عازف مترددة ‏، وعازف جاز أمريكي، ولد في كولومبوس، يستخدم آلات مترددة (آلة موسيقية).

## وصلات خارجية
- فرد ويسلي على موقع IMDb (الإنجليزية)
- فرد ويسلي على موقع ميوزك برينز (الإنجليزية)
- فرد ويسلي على موقع أول ميوزيك (الإنجليزية)
- فرد ويسلي على موقع ديسكوغز (الإنجليزية)
- فرد ويسلي على موقع قاعدة بيانات الفيلم (الإنجليزية)

- فرد ويسلي في قاعدة بيانات الأفلام على الإنترنت